# Свит Хоум (Арканзас)
Свит Хоум (енгл. Sweet Home) насељено је место без административног статуса у америчкој савезној држави Арканзас.

## Демографија
По попису из 2010. године број становника је 849, што је 221 (-20,7%) становника мање него 2000. године.
| Група             | 2000.       | 2010.       |
| Белци             | 249 (23,3%) | 200 (23,6%) |
| Афроамериканци    | 792 (74,0%) | 592 (69,7%) |
| Азијати           | 1 (0,1%)    | 7 (0,8%)    |
| Хиспаноамериканци | 12 (1,1%)   | 22 (2,6%)   |
| Укупно            | 1.070       | 849         |